# Gjensidige Forsikring
Gjensidige Forsikring er et norsk forsikringsselskab med hovedsæde i Oslo og med filialer i Danmark, Sverige og tre baltiske lande . I dag er virksomheden det største forsikringsselskab i Norge, og en vigtig spiller på de nordiske markeder.

## Historie
Gjensidige har sine rødder helt tilbage til 1816, hvilket skal forstås på denne måde, at det nuværende selskab er blevet til på baggrund af en lang række fusioner blandt skadeforsikringsselskaber (brandbekæmpelse), som blev etableret i denne periode.
Navnet, Gjensidige, blev taget i brug i 1974, da Livsforsikringsselskapet Gjensidige indgik en aftale med Samtrygd. Men det var først i 1985 at der kom en fælles administration for de to selskaber.
I 1992 købte selskabet Forenede Forsikring. I 2007 valgte Gjensidige at opkøbe aktier i Storebrand og var en tid den absolut største aktionær i Storebrand. Alle aktierne blev solgt i 2014.
Fra 2005 startede Gjensidige ekspansioner uden for Norge.

## Det danske marked
Gjensidige kom ind på det danske marked ved køb af Fair Forsikring i 2006, og gentog samme proces med at købe KommuneForsikring det efterfølgende år. Dengang var Gjensidiges markedsandel på 3%. 
Den 29. april 2010, efter godkendelse af det danske og norske Finanstilsyn, blev Nykredit Forsikring en del af Gjensidige. I 2020 valgte Nykredit koncernen at opsige distributionsaftalen med Gjensidige, og samarbejdet med Nykredit Forsikring ophørte i april 2021. 
Gjensidiges køb af Mølholm Forsikring blev godkendt i maj 2017, og derved blev Gjensidige den førende udbyder af sundhedsforsikringer på det danske marked. Selskabet har nu skiftet navn til Gjensidige. 
Gjensidige købte NEM Forsikring i april 2021. Selskabet har nu skiftet navn til Gjensidige. 
Gjensidige købte Dansk Tandforsikring i juli 2022. Selskabet fortsætter i eget brand. 
Gjensidige køber erhvervsportefølje fra Sønderjysk Forsikring i marts 2023. 
Gjensidige køber PenSam Forsikring i juni 2023. 
Det danske hovedkontor er beliggende på A.C. Meyers Vænge 9, København SV. Desuden har Gjensidige afdelingskontorer på Runevej 2A, 8210 Aarhus V - Egevej 2, 6200 Aabenraa - Cortex Park Vest 4, 3. sal, 5230 Odense M. 

## Det svenske marked
I Sverige overtog man Tennant Forsikring, der har sine rødder i Tennant Forsikring i Norge og Scandinavian Underwriting Services i Sverige.

## Det baltiske marked
I Gjensidige har man også valgt at drive salg af forsikringer til private og forretningsdrivende i Letland, Litauen og Estland.

## Nøglepersoner i selskabet
- Geir Holmgren – Koncernchef Gjensidige Koncernen (no) [3]
- Iason H. Johannessen – Landechef i Gjensidige Danmark

## Virksomhedsfakta
- Gjensidige har seks forretningsområder:
- Skadeforsikring - Privat Norge
- Skadeforsikring - Erhverv Norge
- Skadeforsikring - Danmark
- Skadeforsikring - Sverige
- Skadeforsikring - Baltikum
- Pension & Opsparing

- Vision: "Vi skal kende kunden bedst og involvere os mest!"
- Gjensidiges varemærke består af Vægteren (som blev etableret i 1939) og sloganet: "Tiden går – Gjensidige består"
- Har ca. 4.700 ansatte i koncernen (Q2 rapport 2025)
- Kundegruppen består både af privat- og erhvervskunder samt kommuner og regioner
- Antal kunder: Ca. 1 million

## Fodnoter
1. ↑  Om virksomheden
2. ↑  2
3. ↑  "Koncernledelsen". Arkiveret fra originalen 31. oktober 2020. Hentet 25. juli 2018.

- Gjensidige.no